# Katolická církev v Jordánsku

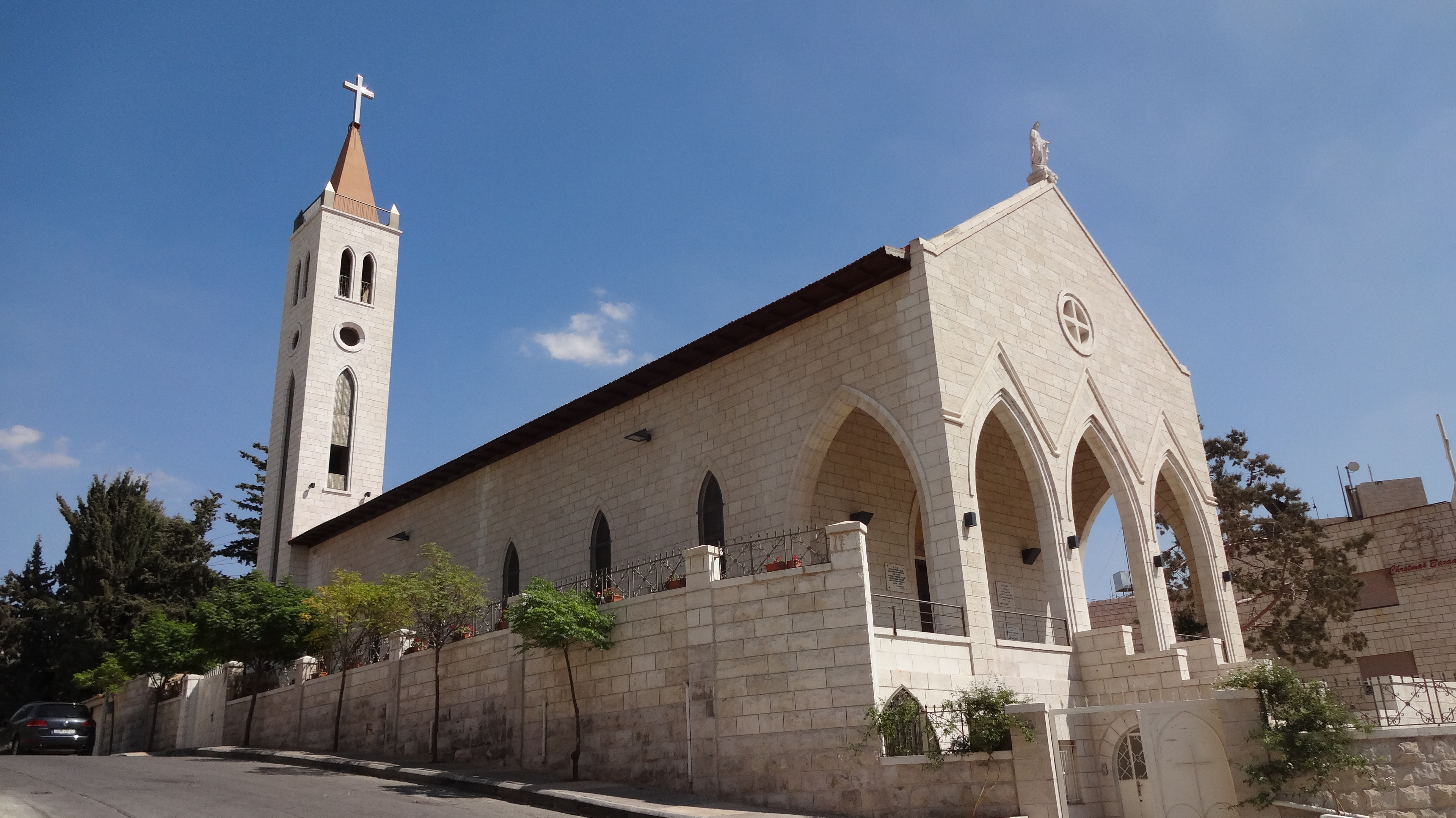
Kostel Zvěstování Panny Marie v Ammánu

Katolická církev v Jordánsku je soubor křesťanských společenství, která jsou v jednotě s římským biskupem. Celkem je v Jordánsku asi 250 000 křesťanů (celkem 3 % populace), z toho 122 000 katolíků, kteří jsou rozděleni do komunit různých ritů (církví sui iuris). V Jordánsku se nachází místa zmiňovaná v Bibli, a proto je považováno za součást Svaté země.

## Organizační struktura
- Římskokatolická církev nemá vlastní diecézi, území Jordánska spadá pod Latinský patriarchát jeruzalémský, latinští věřící jsou sdruženi do struktury jordánského vikariátu. V zemi žije asi 80.000 latinských katolíků
- Melchitská řeckokatolická církev:
  - Melchitská archieparchie Petra a Filadelfie spravuje asi 32.000 věřících
- Syrská katolická církev:
  - Syrský katolický patriarchální exarchát v Jeruzalémě pečuje asi o 4.000 věřících
- Arménská katolická církev:
  - Patriarchální exarchát jeruzalémský a ammánský má na starosti asi 500 věřících
- Maronitská katolická církev:
  - Patriarchální exarchát jordánský pečuje asi o 1.500 věřících
- Chaldejská katolická církev:
  - Území závislé na patriarchovi – Jordánsko - asi 4.000 věřících

## Shromáždění ordinářů
Jordánsko nemá vlastní shromáždění ordinářů, ani svou biskupskou konferenci. Biskupové a ordináři jsou sdruženi do Shromáždění katolických ordinářů ve Svaté zemi, jehož předsedou je latinský jeruzalémský patriarcha.

## Apoštolská nunciatura
Apoštolský Stolec je v Jordánsku zastupován prostřednictvím apoštolské nunciatury, zřízené v roce 1994. Činnost nunciatury navázala na Apoštolskou delegaturu v Palestině, Zajordánsku a na Kypru, kterou zřidil papež Pius XII. v roce 1948. Nuncius má sídlo v Bagdádu, protože je zároveň apoštolským nunciem v Iráku.